# K012
簡単ケータイ K012（かんたんけーたい けーぜろいちに）は、京セラが日本国内向けに開発した、auブランドを展開するKDDIおよび沖縄セルラー電話のau 3G（旧称・CDMA 1X/CDMA 1X WIN）対応携帯電話（フィーチャーフォン）である。製造型番はKY012（けーわい ぜろいちに）。

## 概要
- 携帯初心者から高齢者までの幅広いユーザー層を対象にしたフィーチャーフォンであるK010の後継機種。K005およびK008、K010同様、IPX5/IPX7相当の防水機能および防塵機能に対応している。また、今回より同時発表された同社製Android搭載スマートフォンのURBANO PROGRESSO（KYY04）および後発のDIGNO S KYL21などと同様に受話口を排除し、ディスプレイを振動させることによって音声を出力するスマートソニックレシーバーが搭載されている。これは同社がセラミックの技術を応用して独自開発した圧電素子がディスプレイパネルを振動させて、音と振動で聞こえるようにした仕組みとなっている[2]。
- 2016年10月現在の時点において、新品で購入（入手）可能な既存のauフィーチャーフォンとしては唯一、充電（給電）用端子には現在主流のmicroUSB端子ではなく、従来のARIB-B端子が用いられていたが、翌月を以って終売となり、旧cdmaOne時代から採用されてきた旧IDO・DDIセルラー名義を含む2.5G・3G・3.5G対応auフィーチャーフォン用充電用・データ通信用端子として採用されてきたARIB-B端子は事実上、姿を消すこととなり、1998年の採用開始から18年強の歴史に幕を下ろすこととなった。

## 沿革
- 2012年（平成24年）5月15日 - KDDI、および京セラより公式発表。
- 2012年5月31日 - 北海道、関西、中国、四国、九州地区にて先行発売。
- 2012年6月1日 - 東北、関東、中部、北陸地区にて発売。
- 2012年6月2日 - 沖縄地区にて発売。
- 2013年（平成25年）9月以降 - ぷりペイド用端末として順次提供開始。
- 2016年（平成28年）4月30日 - スマートフォンやタブレットの普及によるユーザーの減少に伴い、LISMO Book Storeのサービス終了。ただしダウンロード済みのコンテンツは、サービス終了後も利用できる[3]。
- 2016年6月30日 - 生産終了。以後、在庫のみの対応となり在庫がなくなり次第販売終了となる。
- 2016年10月31日 - ぷりペイド用端末としての販売終了。
- 2016年11月30日 - ポストペイ用端末としての販売終了。
- 2018年（平成30年）3月31日 - EZアプリ（B）をはじめとする一部のサービスの終了[4]。

## 対応サービス
- すぐ文字®
- でか文字
- ラッピングメール
- エモーションメール®
- 漢字チェック
- ワンタッチ文字サイズ切替
- ワンタッチ絵文字
- 長持ちモード
- とじるとロック
- 遠隔ロック
- 遠隔マナー解除
- 自動マナー
- ICレコーダー
- カウントダウンタイマー
- グラフィックメモ
- 毎日歩数通知機能
- 音声読み上げ機能
- 音声認識機能
- 「自動でライト」かんたんカメラ設定
- 「自動で壁紙」機能

など
| 主な対応サービス                                                                        | 主な対応サービス                                        | 主な対応サービス                          | 主な対応サービス                                     |
| --------------------------------------------------------------------------------------- | ------------------------------------------------------- | ----------------------------------------- | ---------------------------------------------------- |
| LISMO! (着うたフル) (着うたフルプラス) (LISMOビデオクリップ) (LISMO Video) (LISMO Book) | 着うた／着うたミニ (ハイクオリティステレオ(HE-AAC)対応) | EZケータイアレンジ ティーンズモード       | Bluetooth                                            |
| EZチャンネルプラス                                                                      | EZニュースフラッシュ EZニュースEX （EZweb版のみ対応）   | Touch Message                             | EZFeliCa                                             |
| PCサイトビューア                                                                        | じぶん銀行アプリ                                        | EZアプリ(B)                               | オープンアプリプレイヤー                             |
| ケータイ de PCメール                                                                    | デコレーションメール                                    | デコレーションアニメ                      | au one メール                                        |
| EZナビウォーク                                                                          | EZ助手席ナビ                                            | 安心ナビ                                  | 災害時ナビ 緊急速報メール                            |
| 移動経路通知                                                                            | 居場所通知 フェイク着信                                 | グローバルパスポート （レンタルサービス） | au Smart Sports （Karada Manager） (Run&Walk) (Golf) |
| Wi-Fi WIN (無線LAN) auフェムトセル                                                      | 赤外線通信 (IrDA)                                       | au BOX                                    | PCドキュメントビューアー                             |

など

## 注
1. ↑  最厚部は約21mm。
2. ↑  開発陣に聞く「簡単ケータイK012」：京セラの簡単ケータイに学ぶ「聞こえ」の科学 - ITmedia +Dモバイル 2012年6月25日閲覧
3. ↑  電子書籍サービス「LISMO Book Store」の提供終了について KDDI 2015年11月6日
4. ↑  3G ケータイ向けアプリサービス「EZアプリ」の配信、および一部サービスの終了について - KDDI 2016年4月28日。
5. ↑  現・au世界サービス